# The Banjo Consorsium
The Banjo Consorsium est un groupe québécois créé à Sherbrooke en 2005, composé du multi-instrumentiste Jacques‑Philippe Lemieux-Leblanc, du percussionniste Gabriel Lemieux-Maillé, du chanteur, guitariste et banjoïste Charles-Antoine Gosselin et du guitariste et bassiste Marco Gosselin,.

## Historique
Né dans une famille de musiciens, Jacques-Philippe Lemieux-Leblanc, le fondateur du groupe, fait de la musique depuis l’âge de 5 ans, ayant démarré en apprenant le violoncelle et le piano à l’école dès le primaire. Adolescent, il découvre le punk, puis l'electro et l'ambient, genres qui auront une grande influence sur la musique du futur groupe. Créant dès lors des compositions électroniques à l'ordinateur, auxquelles il ajoute progressivement des influences accoustiques, Lemieux-Leblanc débutera ses performances sur scène, amenant dès lors la naissance du groupe The Banjo Consorsium.
La musique du Banjo Consorsium est un mélange d’éléments organiques, d'électronique et de musique folk. Ils créent des pièces électroniques autour de guitares acoustiques, de mandolines, de flûtes et de banjos. La voix se fait entendre sur quelques morceaux (" Unknown ", " The letter M ").
Ils ont fait plus de cinquante spectacles à Sherbrooke, Montréal, Québec, Trois-Rivières et Toronto.
À la sortie de « A Remixed One », le groupe sherbrookois The Banjo Consorsium, a offert des performances live retransmises via l'Internet.
Avec l'album "A Turning One", ils ont obtenu une reconnaissance internationale avec Internet. Le journal Novorama accorde une critique positive de l'album, le décrivant comme étant « un album rare et précieux ».

## Discographie
- 2005 : album Le Début
- Participation à 2 compilations canadiennes : If you believe et We believe vol.2
- Participation à une compilation japonaise : Schole vol.1
- Participation à une compilation anglaise : Catch The Falling Leaves
- Participation à deux compilations allemandes : Electronica Unplugged d’Aerotone et Entactogen – Voices de Mixotic
- 2007 : 2e album « A Turning One »
- 2009 : version remixée du 1er album A Remixed One en collaboration avec 10 artistes comme Akido, Millimetrik, Pheek, Apjiw, Vitaminsforyou

## Récompenses et distinctions
- 2007 : Album A Turning One nommé pour l’album expérimental de l’année au Gala GAMIQ 2007 (Canada)

## Critique
« Le principal mérite du Banjo Consorsium est de défricher un genre musical qui en est à ses premiers balbutiements. Ce groupe est l’une des valeurs montantes du folk-electronica (ou du néo-folk) non seulement au Québec, mais aussi dans le monde ; la formation se retrouve sur des compilations canadiennes, allemandes, anglaises et japonaises. »  — Mathieu Petit (journaliste du Voir)